# Джихад Фулани
Джихад Фулани — военная кампания начала XIX века, в Африке, под знаменем ислама, в ходе которой была образована армия фулани и завоеваны территории Северной Нигерии и Камеруна.
Начало движению положил Осман дан Фодио, в другом источнике Отман дан Фодио. В 1804 году он выступил против правителя Гобира, объединив крестьян хауса и кочевников фульбе (фуланов).
В начале XIX века произошло вторжение в союз, бывший самым крупным политическим объединением в Африке, скотоводческого племени фульбе (фуланов) хамитического происхождения которое составило господствующее сословие в стране, и они завоевали почти весь регион Судан и образовали несколько значительных государств, таких как Сокото, Гандо, Бамбара, Адамава, Фута Джаллон.
В 1809 году в результате войн с городами-государствами хауса Осману дан Фодио удалось создать султанат Сокото, который просуществовал вплоть до прихода британских колонизаторов и был включён в состав протектората Северная Нигерия. Столицу Сокото основал его сын Мухаммаду Белло, ставший вторым султаном.